# Annalen der Chemie
Justus Liebigs Annalen der Chemie (a menudo citado como Liebigs Annalen) es una de las más viejas, históricas y prestigiosa revistas en el campo de la Química.
Fundada en 1832, fue editada por Justus von Liebig con Friedrich Wöhler hasta la muerte de Liebig en 1873. 
En 1997 se fusionaron con otras revistas europeas llamándose European Journal of Organic Chemistry. El cambio en el título estuvo unido con el cambio en el ISSN y CODEN.

## Títulos oficiales
- Annalen der Chemie, 1832–1839
- Annalen der Chemie und Pharmacie, 1840–1872 (ISSN 0075-4617, CODEN JLACBF)
- Justus Liebigs Annalen der Chemie und Pharmacie, 1873–1874 (ISSN 0075-4617, CODEN JLACBF)
- Justus Liebigs Annalen der Chemie, 1875-1944 & 1947–1978 (ISSN 0075-4617, CODEN JLACBF)
- Liebigs Annalen der Chemie, 1979–1994 (ISSN 0170-2041, CODEN LACHDL)
- Liebigs Annalen, 1995-1996 (ISSN 0947-3440, CODEN LANAEM)
- Liebigs Annalen/Recueil, 1997+ (CODEN LIARFV)
- European Journal of Organic Chemistry, 1998+ (Print ISSN 1434-193X; eISSN 1099-0690, CODEN EJOCFK)

- Datos: Q662963